# كيوراناي لاهيو (تشيلي)
كيوراناي لاهيو (بالإسبانية: Curanilahue)‏ هي بلدية تقع في تشيلي في Arauco Province. يقدر عدد سكانها بـ 32,000 نسمة ومساحتها 994.3 كم2 وترتفع عن سطح البحر 138 متر.

## أعلام
- خوسيه لويس خيمينيز